# Макронелла
Макронелла (Mucronella) — рід грибів родини Clavariaceae. Назва вперше опублікована 1874 року.

## Поширення та середовище існування
В Україні зростає макронелла гола (Mucronella calva).

## Гелерея

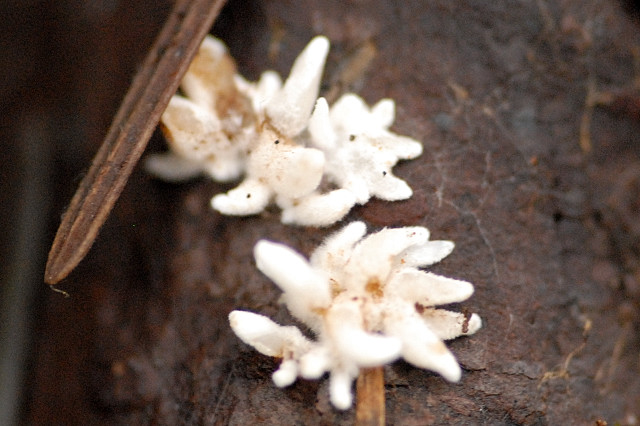
Mucronella calva
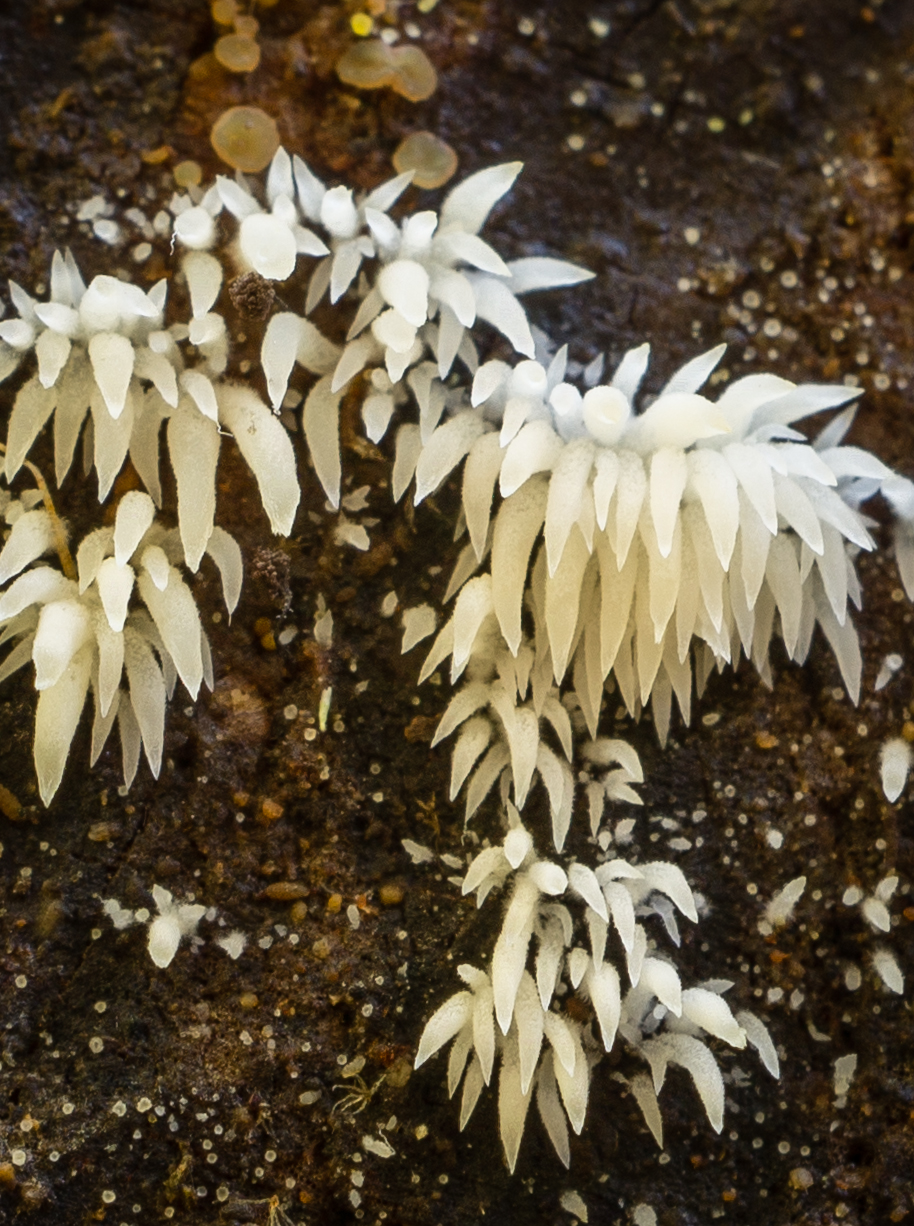
Mucronella bresadolae
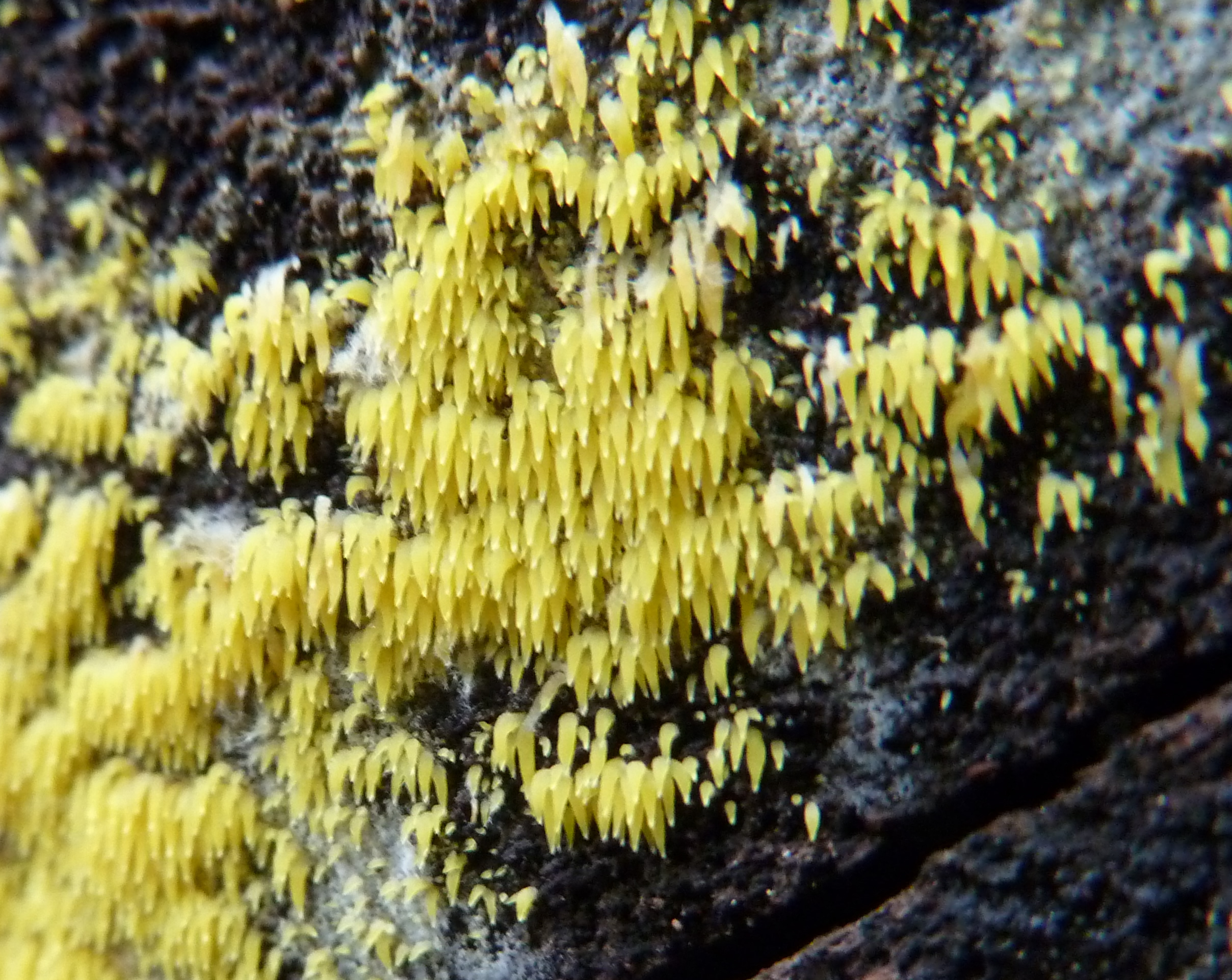
Mucronella flava